# Élections régionales de 1987 en Rhénanie-Palatinat
Les élections régionales de 1987 en Rhénanie-Palatinat (en allemand : Landtagswahl in Rheinland-Pfalz 1987) se tiennent le 17 mai 1987, afin d'élire les 100 députés de la 11e législature du Landtag pour un mandat de quatre ans.
Le scrutin est marqué par une nouvelle victoire de la CDU, qui perd sa majorité absolue acquise en 1971. Le ministre-président Bernhard Vogel se maintient au pouvoir pour un quatrième mandat, à la tête d'une « coalition noire-jaune ».

## Contexte
Aux élections régionales du 6 mars 1983, la CDU du ministre-président Bernhard Vogel confirme et renforce sa majorité absolue, dont elle dispose alors depuis 12 ans. Elle remporte en effet 51,9 % des voix, ce qui lui donne 57 députés sur 100.
Le SPD de Hugo Brandt, principale force de l'opposition, maintient donc ce rôle avec 39,6 % des suffrages exprimés et les 43 sièges restants du Landtag. Nouveaux venus, les Grünen sont la surprise de ce scrutin : même s'ils échouent à obtenir une représentation parlementaire, ils totalisent 4,5 % des voix. Ils devancent ainsi le FDP, qui se trouve bouté hors de l'assemblée après 36 ans de présence en rassemblant seulement 3,5 % des exprimés.
Vogel est ensuite investi pour un troisième mandat et forme un cabinet monocolore.
L'année 1985 est marquée par des changements. Tout d'abord, Vogel procède à un vaste remaniement de son gouvernement, qui concerne la moitié des ministères et voit l'apparition d'un ministère de l'Environnement sous l'autorité de Klaus Töpfer. Ensuite, le SPD change de direction puisque Brandt cède la présidence régionale et du groupe parlementaire à Rudolf Scharping, un député régional âgé de 37 ans.

## Mode de scrutin
Le Landtag est constitué de 100 députés (en allemand : Mitglied des Landtags, MdL), élus pour une législature de quatre ans au suffrage universel direct et suivant le scrutin proportionnel d'Hondt.
Lors du scrutin, chaque électeur vote pour une liste de candidats présentée par un parti ou un groupe de citoyens dans sa circonscription, le Land en comptant un total de quatre dont la représentation varie entre 24 et 26 parlementaires.
Lors du dépouillement, l'intégralité des 100 sièges est répartie en fonction des voix attribuées aux partis, à condition qu'un parti ait remporté 5 % des voix au niveau du Land.

## Campagne

### Principales forces
| Parti | Parti                                                                              | Chef de file                        | Résultats de 1983          |
| ----- | ---------------------------------------------------------------------------------- | ----------------------------------- | -------------------------- |
|       | Union chrétienne-démocrate d'Allemagne Christlich Demokratische Union Deutschlands | Bernhard Vogel (Ministre-président) | 51,9 % des voix 57 députés |
|       | Parti social-démocrate d'Allemagne Sozialdemokratische Partei Deutschlands         | Rudolf Scharping                    | 39,6 % des voix 43 députés |

## Résultats

### Voix et sièges
| Parti                             | Parti                                        | Voix      | Voix  | Sièges  | Sièges        | Sièges | Sièges | Sièges |
| Parti                             | Parti                                        | Votes     | %     | Députés | +/-           |        |        |        |
| --------------------------------- | -------------------------------------------- | --------- | ----- | ------- | ------------- | ------ | ------ | ------ |
|                                   | Union chrétienne-démocrate d'Allemagne (CDU) | 981 412   | 45,07 | 48      | 9             |        |        |        |
|                                   | Parti social-démocrate d'Allemagne (SPD)     | 844 241   | 38,77 | 40      | 3             |        |        |        |
|                                   | Parti libéral-démocrate (FDP)                | 158 964   | 7,30  | 7       | 7             |        |        |        |
|                                   | Les Verts (Grünen)                           | 128 653   | 5,91  | 5       | 5             |        |        |        |
|                                   | Autres                                       | 64 044    | 2,94  | 0       | en stagnation |        |        |        |
|                                   |                                              |           |       |         |               |        |        |        |
| Votes valides                     | Votes valides                                | 2 177 314 | 98,70 |         |               |        |        |        |
| Votes blancs et nuls              | Votes blancs et nuls                         | 28 653    | 1,30  |         |               |        |        |        |
| Total                             | Total                                        | 2 205 967 | 100   | 100     | en stagnation |        |        |        |
| Abstentions                       | Abstentions                                  | 660 549   | 23,04 |         |               |        |        |        |
| Nombre d'inscrits / participation | Nombre d'inscrits / participation            | 2 866 516 | 76,96 |         |               |        |        |        |